# دیچین
دیچین (به بلغاری: Dichin) روستایی در بلغارستان است که در استان ولیکو تارنوو واقع شده‌است. دیچین ۲۰٬۴۸۳ کیلومتر مربع مساحت و ۲۲۵ نفر جمعیت دارد و ۷۷ متر بالاتر از سطح دریا واقع شده‌است.